# Richard Johnson (Fußballspieler)
Richard Mark Johnson (* 27. April 1974 in Kurri Kurri, New South Wales) ist ein ehemaliger australischer Fußballspieler. Der Mittelfeldspieler verbrachte die längste Zeit seiner Karriere beim englischen Klub FC Watford und stand zuletzt in Neuseeland bei Wellington Phoenix unter Vertrag.

## Vereinskarriere

### England
Johnson verließ 16-jährig Australien, um in England Profifußballer zu werden. Er durchlief die Jugendabteilung des FC Watford und gab gegen Ende der Saison 1991/92 sein Profidebüt für den Drittligisten. Johnson konnte sich in den folgenden Jahren nicht dauerhaft in der Stammmannschaft halten; erst unter Graham Taylor, der die Mannschaft 1997 übernahm und zu zwei Aufstiegen in Folge führte, hatte der Australier einen dauerhaften Stammplatz. Gemeinsam mit Micah Hyde bildete er das zentrale Mittelfeld des erfolgreichen Watford-Teams.
In der Erstligasaison 1999/2000 spielte Johnson nur eine untergeordnete Rolle; zwei schwere Verletzungen im August und Januar zwangen ihn zu jeweils zwei Monaten Pause. Am 29. April 2000 verletzte er sich in einer Partie schwer am Knie und fiel für ein Jahr aus. Kurz nach seiner Rückkehr Ende April 2001 trat die Verletzung wieder auf, und er verpasste die komplette Saison 2001/02. Im Herbst 2002 kehrte er in den Spielbetrieb zurück und wurde Anfang 2003 für kurze Zeit an Northampton Town verliehen, um Spielpraxis zu sammeln. Nach seiner Rückkehr kam er in den letzten Spielen der Saison noch zum Einsatz, verließ den Klub dann aber im Oktober 2003, da ihm regelmäßige Einsätze nicht garantiert werden konnten.
Er schloss sich zunächst Colchester United auf vertragsloser Basis an, verließ den Klub aber bereits nach einem Pflichtspiel in der Football League Trophy wieder und unterschrieb bei Stoke City einen Kurzzeitvertrag über drei Monate. Nach Ablauf der drei Monate wechselte er im Februar 2004 zu den Queens Park Rangers und half dem Klub, den Aufstieg in die Football League Championship zu erreichen. In der folgenden Saison spielte er unter Ian Holloway keine Rolle mehr und wurde zunächst für einen Monat an die Milton Keynes Dons verliehen. Am Saisonende kehrte Johnson nach Australien zurück.

### A-League
Er fand dort mit den Newcastle United Jets einen Verein in der neu gegründeten A-League. Johnson war Stammspieler und beendete die Saison auf dem vierten Rang. In der folgenden Spielzeit trat er mit dem neuseeländischen Klub New Zealand Knights in der A-League an, der Klub belegte den letzten Rang und wurde zum Saisonende aufgelöst. Für die folgende Saison unterschrieb er beim Knights-Nachfolger Wellington Phoenix. Im Februar 2009 erklärte er, dass er wegen anhaltender Knieprobleme, seine Profikarriere nach Ablauf seines Vertrags bei Wellington beenden wird.
Im Mai 2007 wurde Johnson zu einer achtmonatigen Gefängnisstrafe verurteilt, nachdem er betrunken am Steuer seines Wagens saß und trotz Aufforderungen einer Polizeistreife nicht anhielt. Bei der anschließenden Alkoholkontrolle wurde die erlaubte Grenze von 0,8 Promille um fast das Vierfache überschritten. Die Strafe wurde nach einer Revisionsverhandlung im Juni zur Bewährung ausgesetzt.

## Nationalmannschaft
Johnson kam 2000 in einem Freundschaftsspiel gegen Tschechien zu seinem einzigen Länderspieleinsatz für die australische Nationalmannschaft. Zuvor spielte er 1999 in zwei Testspielen gegen die brasilianische Olympiaauswahl, die aber nicht als offizielle Länderspiele zählen.